# Colognora di Cómpito
Colognora di Cómpito è una frazione del comune italiano di Capannori, nella provincia di Lucca, in Toscana. Fa parte della zona del Compitese.

## Origine del nome
Esistono ed esistevano tre "Colognora" in provincia di Lucca. Colognora in Val di Roggio (Comune di Pescaglia), Colognora di Valleriana (Comune di Villa Basilica) e questa Colognora. Pertanto spesso nei documenti antichi vengono tra loro confuse. Esistevano inoltre altre Colognula in altre località della Lucchesia.
 

Il nome tradisce l'origine dell'abitato, che era costituito verosimilmente da una piccola colonia latina ovverosia da un insediamento di coloni veterani legionari, cui era assegnata in premio per il servizio prestato una porzione di terra da coltivare, facente parte del terreno "centuriato" ovvero di una centuria. La storpiatura del nome appartiene ad un fenomeno linguistico lucchese, che si rinviene nelle denominazioni di origine latina, similmente a quanto avvenuto per Villora, denominazione latina assunta dal borgo confinante di Villa di San Ginese di Compito in epoca romana. 

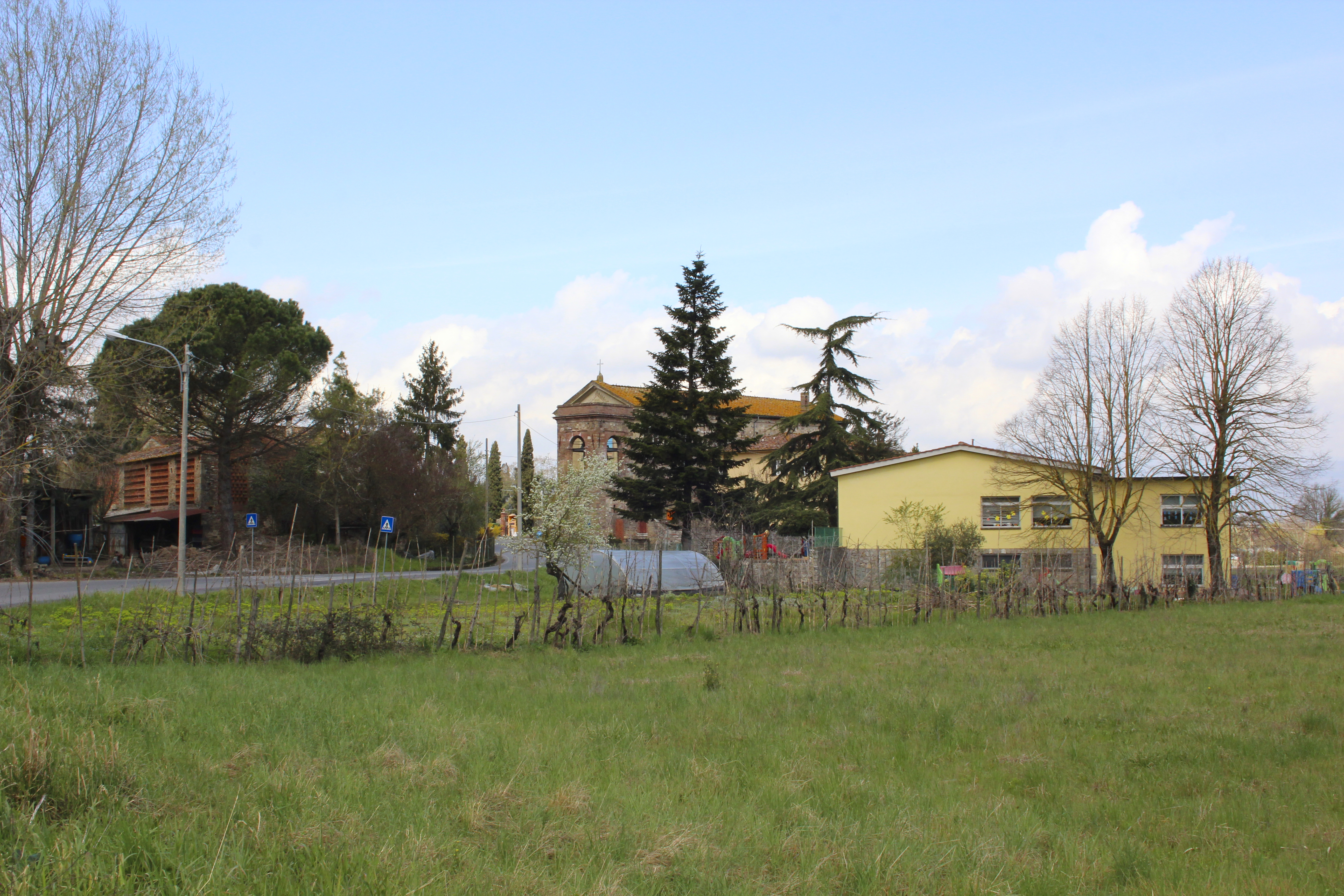
Una veduta del paese

## Geografia
Colognora è posta nella parte nord del Compitese, settore geografico del Comune di Capannori. Il territorio estende a nord della collina di San Ginese, prolungandosi verso la pianura bonificata dell'antico lago di Sesto.
La parte rilevata della frazione è geologicamente composta da macigno, così come i rilievi sub appenninici situati nel nord del Comune, diversamente dai rilievi dei territori limitrofi, che appartengono al massiccio del Monte Pisano e sono composti da quarziti.

Composizione geologica tratta dal DB Geologico della Regione Toscana

## Storia
Trattandosi di una piccola colonia latina per risalire alla datazione della sua fondazione è necessario rammentare che esistono più ondate di colonizzazione romana del territorio lucchese: la prima risale ai tempi della repubblica romana, al 180 a.C. e la seconda all'età augustea. Verosimilmente la fondazione di Colognora, in considerazione dell'altimetria del centro storico tra le più basse del territorio lucchese, potrebbe appartenere alla seconda colonizzazione, cioè a una fase di bonifica più avanzata. Pertanto la sua nascita potrebbe risalire al 41-27 a.C. È probabile che appartenesse alla vicina plebs di Villora fin dalla sue origini.
La prima testimonianza del paese di Colonia risale all'anno 760, sotto il Regno di Desiderio ed Adelchi, ed è rappresentata da un manoscritto n. LIII, in cui 'Ato figlio di Augenio offre alla Chiesa dedicata a San Michele Arcangelo e al Monastero, entrambi da lui stesso edificati nel proprio territorio di Colonia e che il Vescovo Peredeo ha consacrato, una sesta parte di tutti i suoi beni.
Viene anche ricordata nell'anno 800 la Chiesa di San Michele Arcangelo e di San Benedetto, edificata in un luogo Villa da Anseramo padre del sacerdote Stabile, che nel testamento lascia la chiesa al Monastero di San Salvatore di Sesto.
Altra antica documentazione del luogo ci è fornita dal Bertini: Aliprando ha ricostruito una chiesa dedicata a Santo Stefano Martire nel luogo detto Rogio, alla quale in data 29 agosto 826  lo stesso offre una serie di beni tra cui una casa a Colugnola sopra Rogio ed un bosco di castagni a Lignola (luoghi entrambi luoghi siti a Colognora) ed un orto in località alla Fonte. 
Colognora ha fatto parte da sempre del Piviere di Compito, prima sotto la Pieve di Santo Stefano e Giovanni Battista di Villora poi sotto la Pieve di Compito.

## Monumenti e luoghi d'interesse

### Chiesa di San Michele Arcangelo
Nei tre paesi lucchesi,  che si chiamano Colognora, esistono tre chiese dedicate a San Michele, ma sembrerebbe essere l'unica nel Piviere di Compito,  e prima del Piviere di Villora di San Ginese di Compito, con tale nome.  Comunque il documento più antico che si riferisce a questa chiesa sarebbe risalente al 941 e tratta di una donazione di molti beni esistenti in Massa Macinaia e dintorni, fatta da Re Ugo e Lotario ai canonici della cattedrale di San Martino. Tra questi beni, apprtenenti alla corte di Santa Petronilla di Massa Macinaia, due mansi sarebbero in Colognole. Fino almeno al 983 sarebbe appartenuta alla plebs di Santo Stefano di Villora come risulterebbe da un livello del vescovo Tuedigrimo.

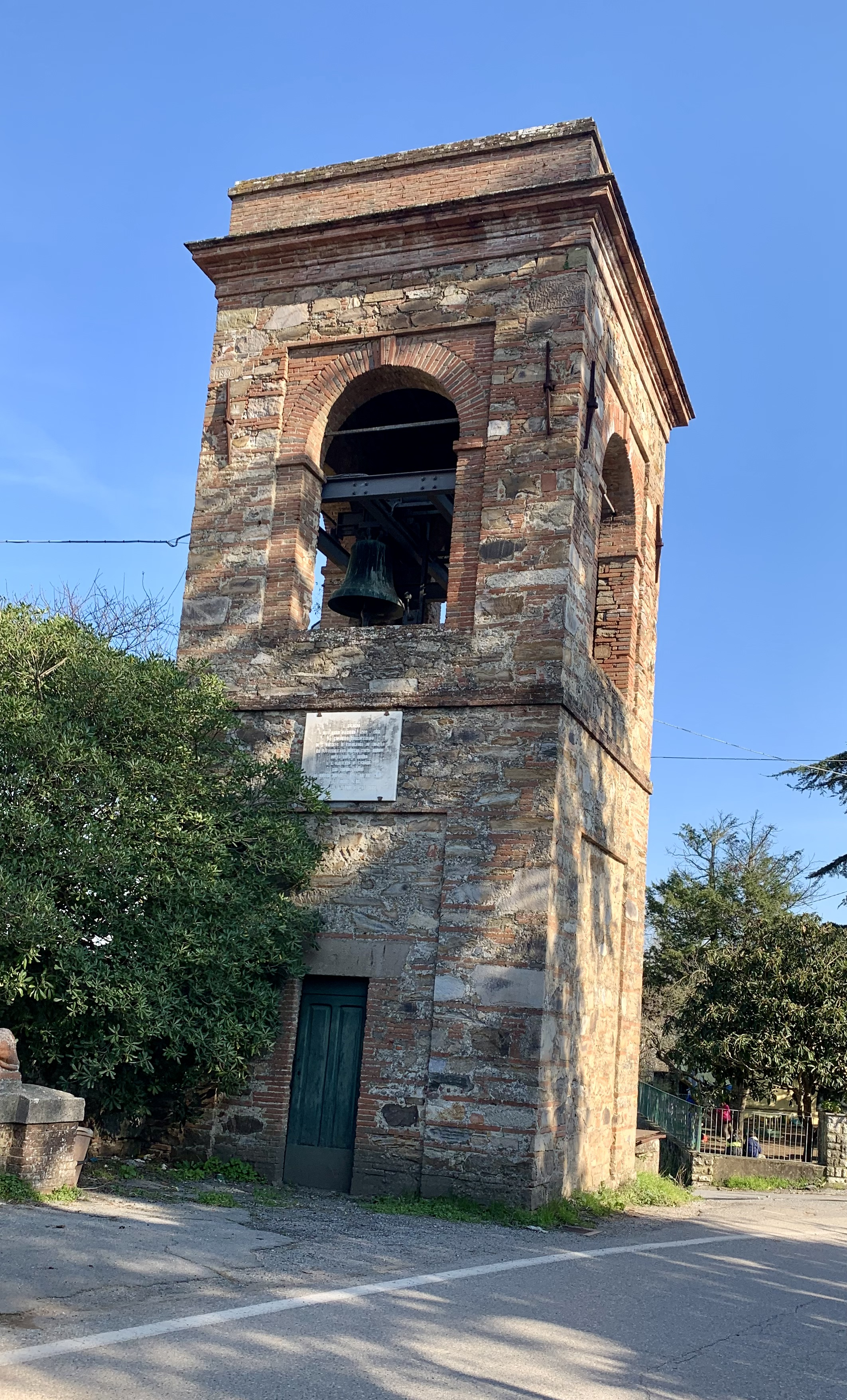
Campanile di Colognora di Compito

In una visita pastorale del 1465 la chiesa risulterebbe occupta da estranei. Nel 1555 le cose erano leggermente migliorate, ed in un angolo un frate carmelitano, fra' Avertano,  poteva celebrare la messa " per incarico e comodità " di Giovanni Altogradi, che ne aveva assunto il patronato. Nel 1660 invece la chiesa era stata completamente risanata, per le 11 famiglie che se ne servivano. Nel 1727 le famiglie erano sempre 11 con 60 anime esattamente come nel 1660.
L'attuale struttura, edificata sopra la vecchia (di cui sono rimasti solo i muri laterali, che oggi fanno parte della sagrestia, risale al 1865 ed ha cambiato l'orientamento della chiesa.
La chiesa di San Michele è accompagnata da un tradizionale campanile basso, stranamente senza merlatura sulla sommità, tipica del contado lucchese: a un solo piano, al suo interno conserva una tela rappresentante la Madonna del Rosario, opera nel 1636.
Il borgo “Villa Colugnola” o "Coloniola" vive attorno alla sua chiesa intitolata a San Michele, che troneggia in un grande mosaico sulla facciata.

### Villa Altogradi[12]

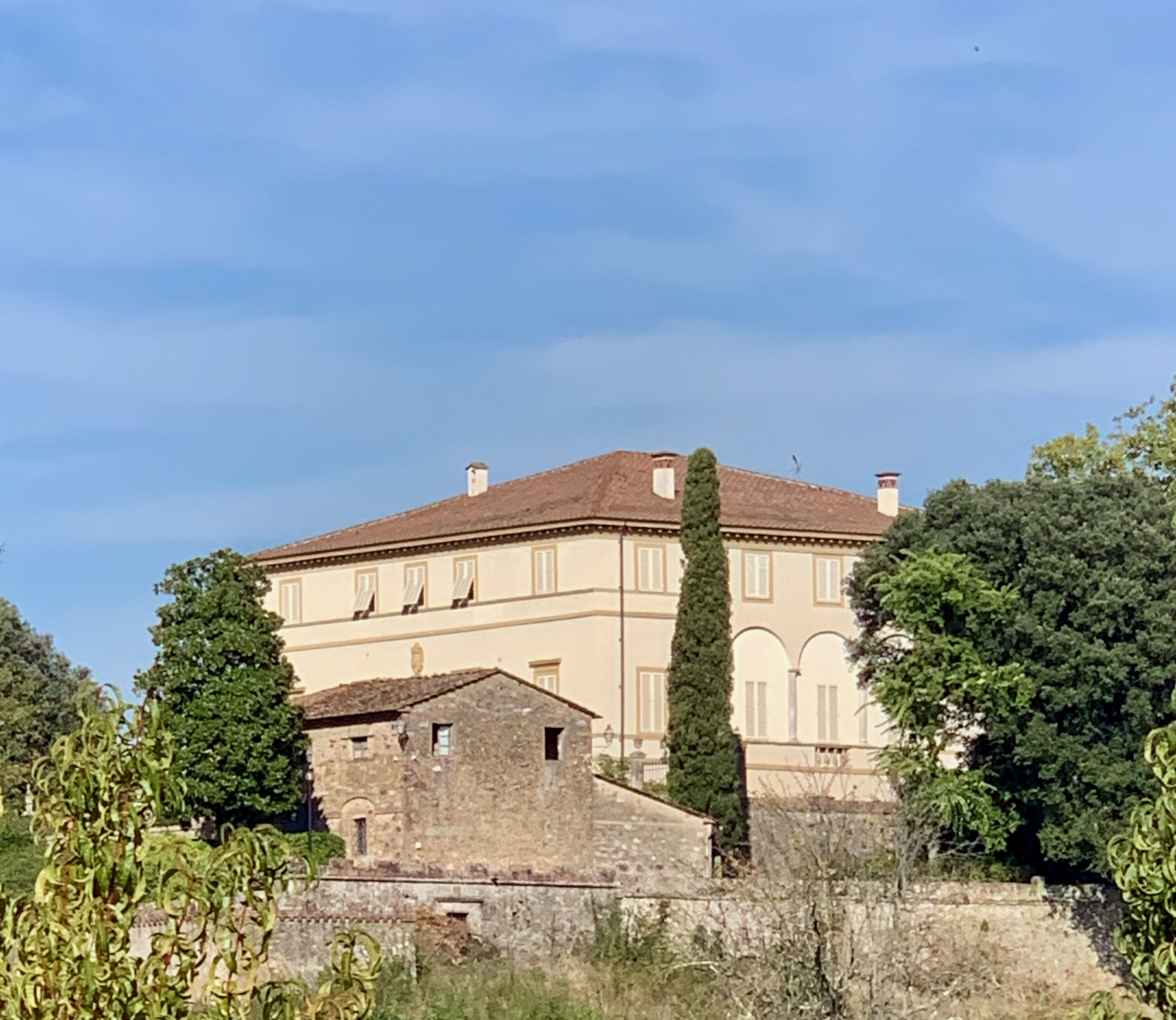
Villa Altogradi vista da sud-est

Villa Altogradi (oggi Adorni Braccesi, detta anche Villa Magnani) si erge in una posizione leggermente elevata, quasi a controllo degli antichi terreni degli omonimi Conti. Risale al XVI secolo ed è classificata a cura del Ministero competente nell'ambito culturale del Rinascimento toscano, essendo vincolata ai sensi della L.R.T. 21 maggio 1980 n.59. Oggi è una villa utilizzata come abitazione privata.
Gli Altogradi, secondo M.Paoli,  erano una famiglia lucchese, originaria di San Miniato. Solo nel 1417 Berto di Bartolomeo di Belgrado, che esercitava l'attività di macellaio con i fratelli,  ricevette la cittadinanza lucchese da Paolo Guinigi e solo agli inizi del 1500 acquistò il cognome Altogradi. Lelio Altogradi fù un giureconsulto di valore e morì nel 1640. Ebbero un Palazzo anche in Lucca in via dell'Arancio, a pianta di trapezio irregolare.

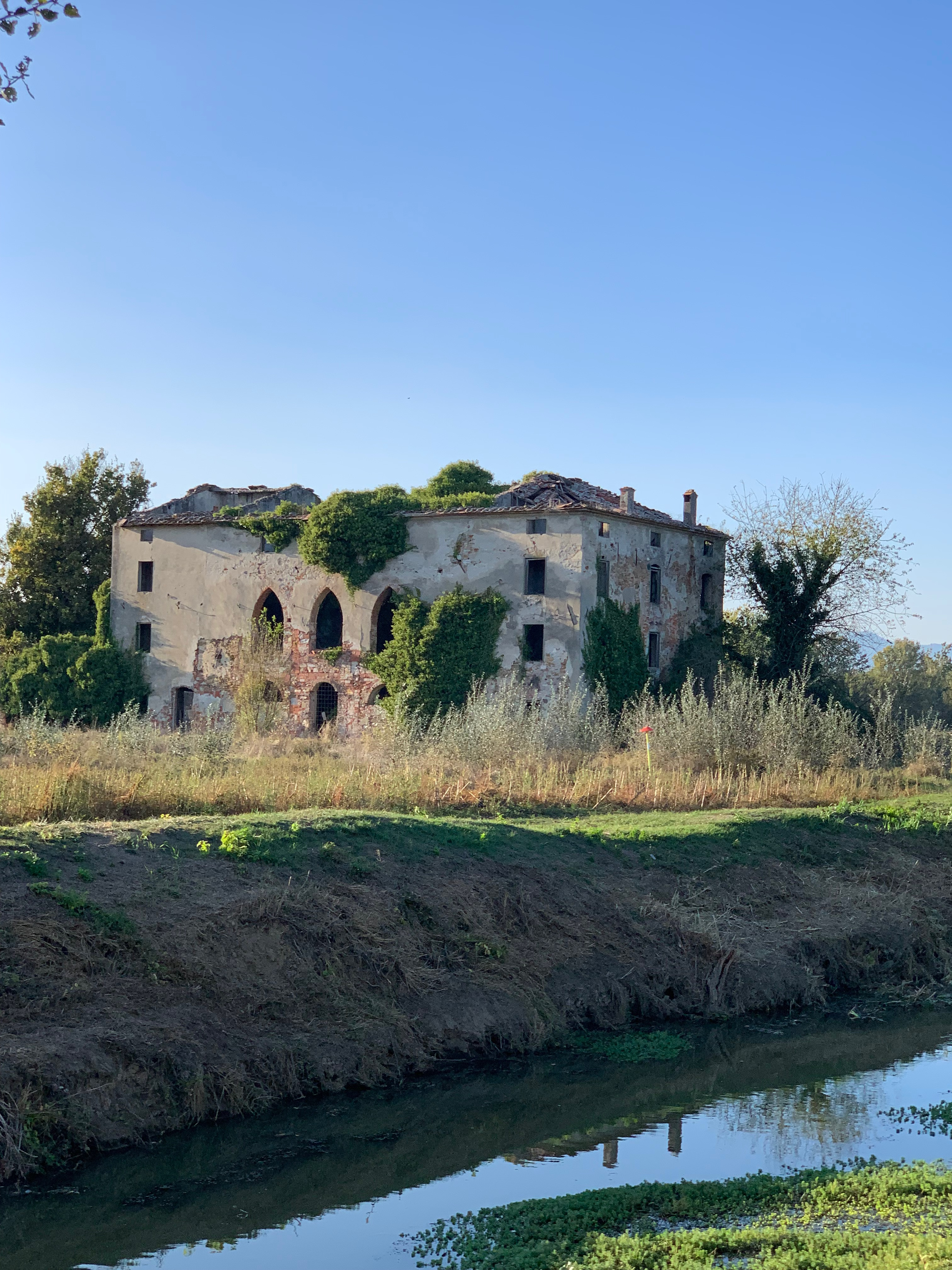
Il Palazzaccio, visto da Porcari

### L'area del Palazzaccio
L'area è situata sulla riva destra del Rogio, ovvero sulla sponda occidentale, all'altezza della via vicinale del Porto al Fontanino, con cui si raggiunge ancor oggi da via della Corconvallazione di San Ginese di Compito ( un tempo "stradone di Villora") , una volta oltrepassato il canale della Forra.
Anche se Giulio Ciampoltrini (della Soprintendenza Archeologia, Belle Arti e Paesaggio per la provincia di Lucca) nel 1999 lo segnala come "uno dei più belli esempi dell’architettura rurale settecentesca..", attualmente il Palazzaccio è costituito da un edificio rustico a più piani, che giace in profondo stato di abbandono.
La sua area è stata oggetto di una serie di campagne di scavo sotto la Direzione della Sovrintendenza di Lucca, tra cui anche il "Progetto delle 100 fattorie romane", che hanno fatto risalire all'epoca dell'età del Bronzo ( II millennio a.C.) i primi insediamenti umani nell'area, in realtà situati sotto i resti sepolti d’età etrusca e romana.
Secondo il Ciampoltrini ed altri studiosi, è stata provata nell'area l'esistenza di un insediamento etrusco del VI e V secolo a.C., ovvero appena a sud del Palazzaccio e sul dosso destro del corso dell'Auser, che correva sostanzialmente nel letto dell'attuale Rogio.Si trattò di un insediamento di relativamente breve durata, che venne "travolto da avversità ambientali".
La zona venne occupata stabilmente dopo la fondazione della colonia di Lucca nel 180 a.C. e a seguito delle imponenti opere di bonifica e centuriazione poste in essere dalla Repubblica romana": sorse così la domus rustica, portata alla luce con gli scavi realizzati tra il 1988 e il 2008 costituita da una porzione dedicata alla produzione di vino (pars rustica) e di una parte adibita ad abitazione (pars urbana).I resti rinvenuti, che appartengono alla ristrutturazione di un edificio già esistente e di cui non si conosce l'epoca di fondazione,  devono essere attribuiti ai primi decenni del I secolo d.C. ( età augustea).
Dopo la fine dell'impero romano vennero meno le opere di manutenzione del sistema idrico ed, anche a causa di un aumento delle precipitazioni, la regione, fino allora sfruttata per la produzione agricola, subì l'invasione delle acque dell'Auser e quindi la trasformazione in un bacino paludoso ed acquitrinoso, il  Lago di Bientina (per i pisani) o di Sesto (per i lucchesi), soggetto a periodiche esondazioni in relazione alle condizioni meteorologiche a monte.
Il sito del Palazzaccio sembra legato al tardo-antico, in cui Juan Antonio Quirós Castillo suppone l'esistenza di una tipica villa dell'epoca, che rappresentava il seguito di un insediamento tardo repubblicano ed imperiale. Il rinvenimento di una fibbia di bronzo di tipo longobardo del VII sec. effettuato dal Gruppo Archeologico Capannorese  data l'edificio nella relativa epoca. 
Gli allagamenti vessarono tutta l'area limitrofa allo specchio d'acqua, isolando spesso la struttura dalla terra ferma, come si nota nelle tavole rinascimentali dell'Archivio di Stato di Luccafino; tale condizione durò fino al 1859, quando vennero terminati i lavori della "Botte" sotto l'Arno. Con tale opera, grandiosa per l'epoca, le acque provenienti dal lago furono fatte sottopassare il fiume Arno e correre liberamente verso il mare; il lago si restrinse progressivamente per essere sostituito da una fertile ed irrigua pianura.
Durante il rinascimento nella medesima area detta del Palazzaccio viene edificata una dimora rurale, denominata Casa dei sigg.Bernardini, che in alcune rappresentazioni cartografiche citate nelle note si rileva come interamente circondata delle acque del lago. Nella mappa dell'Archivio di Stato di Lucca risalente al 1795 l'edificio, ancora lontano dalle terre emerse, si intitola Casa del Nobile Sig. Federico Bernardini (1742-1818).Ma in una mappa del secolo XIX la villa figurava come casa o colombara di proprietà di Lorenzo Bernardini.Nel secolo scorso, quando furono ultimati i lavori di bonifica, ospitava ritrovi serali danzanti per la popolazione.
I Bernardini , che oltre al Palazzo possedettero estesi territori bonificati tra Villora e la Dogana di San Ginese di Compito, che ancora oggi sono chiamati " I Bernardini", si fanno discendere da Guido, signore di Montemagno. Suo figlio, Inghiramo, nel 1200 e il 1203 e poi ancora nel 1204, fu eletto potestà di Lucca. Nel 1222 combatté, come Capitano dell'esercito, contro Pisa, Pistoia ed i Porcaresi. Suo figlio Bernardino intitolò la casata. Altro discendente famoso fu Giovanni di Matteo, Anziano per il terziere di San Martino nel 1378 e facoltoso mercante ad Avignone e Bruges, dove era agente della Compagnia del Guinigi. Divenne più volte Consigliere di Paolo Guinigi. Suo fratello Bartolomeo fu Gonfaloniere nel 1395. Furono eletti Gonfalonieri Paolino di Bartolomeo per quattro volte nel secolo XV e pure suo figlio Martino nel 1482. Nel '500 il personaggio più noto della famiglia fu Martino di Martino (1487-1568), che, a capo di una consorteria commerciale con sede a Lione, sedò nel luglio 1522 la rivolta poggesca e divenne Gonfaloniere nel 1523. Nella rivolta degli Straccioni del 1531 si adoperò per l'accoglimento delle richieste popolari. Fu chiamata ‘riforma martiniana’, quella svolta aristocratica, che vietò nel 1556 ai non cittadini l'accesso alla vita politica, ad eccezione di coloro che fossero già stati nel Consiglio Generale della Repubblica.
La provincia di Lucca e i comuni di Capannori e Porcari, intuendo il potenziale valore culturale e turistico, si attivarono quindi per la creazione del "Parco archeologico delle Cento Fattorie Romane". Recentemente, notizia datata 5 ottobre 2024, è stato finanziato il progetto di messa in sicurezza dell'area.

## Infrastrutture e trasporti

### Strade
A nord scorre l'autostrada Firenze-Mare e il paese è servito dall'uscita "Capannori".

### Ferrovie
Fra il 1928 e il 1944 il paese era servito dalla ferrovia Lucca-Pontedera con la fermata "San Leonardo-Sant'Andrea" ma, in seguito ai danni subiti durante la seconda guerra mondiale, la linea Lucca-Pontedera non è più stata ripristinata. Oggi lo scalo ferroviario più vicino è quello di Tassignano, che dista 2 km dal centro di Colognora.